# 佐藤一樹
佐藤 一樹（さとう かずき、1974年6月27日 - ）は、群馬県高崎市出身の元プロサッカー選手、指導者（JFA 公認S級コーチ）。現役時代は主に右アウトサイドを務めた。

## 来歴

### 選手時代
1990年に群馬県立前橋商業高等学校に入学しサッカー部へ入部。在学中に日本ユース代表としてAFCユース選手権に出場。同期には麻生浩志がいた。1993年、筑波大学に進学。1995年には同期の興津大三、吉成浩司と共にユニバーシアードに出場し、優勝に貢献。厳しかった高校時代にメンタルの強さを、自由が多かった大学時代に自分で考えることの大切さを身に着けたと述懐する。
1997年、横浜フリューゲルスに入団し、同年8月の鹿島戦でJリーグデビューを飾った。さらに翌1998年に監督に就いたカルロス・レシャックの下でチャンスを得て、右ウイングとしてプレー。同年の開幕戦「横浜ダービー」でJリーグ初得点を記録した。この試合は横浜国際総合競技場でのJリーグ公式戦初開催であり、佐藤の得点がVゴールとなって横浜Fが勝利した。
1999年、横浜F消滅に伴って横浜F・マリノスに加入し右SB、右WBとしてプレー。同年4月24日の鹿島戦でJリーグ通算5500ゴール目となる得点を記録した。その後は2000年に京都パープルサンガ、2001年に大分トリニータ、2002年に横浜F・マリノス、2004年にサンフレッチェ広島とJリーグクラブを渡り歩いた。2005年に横浜FCへ移籍し、同年シーズン終了後現役を引退した。

### 指導者時代
2006年、大学の先輩で横浜F在籍時のチームメートでもある森山佳郎から声が掛かり、森山が監督を務める広島ユースのコーチに就いた。2009年からはトレセンコーチを歴任し、2011年にはS級ライセンスを取得。
2012年、FC東京U-18のコーチに就任。2014年に同チーム監督へと昇格し、同年のクラブユース選手権では準優勝。Jユースカップ3位。選手の自主自立を促す指導を続け、12月には参入戦を制して2011年以来となるプレミアリーグ復帰を果たした。
2015年、プレミアリーグEAST5位。Jユースカップ3位。
2016年は新設されたU-23チームのコーチを兼務。U-23の試合の度にU-18の主力選手が駆り出され難しい選手起用を強いられたが、チームの機能性と一体感を維持し同年のクラブユース選手権では優勝。この年、飛び級でU-18に昇格した中学3年生の久保建英が同年トップ登録されるなど、個の育成に焦点を当てつつチームマネージメントに手腕を発揮。Jユースカップでもタイトルを掴んだ。
2017年、クラブユース選手権優勝。高円宮杯U-18プレミアリーグEASTで初優勝。WEST1位と争うチャンピオンシップも制し、クラブに初のタイトルをもたらした。選手と共に戦う闘将だが、知的な戦術家であり、緻密な指導力をもとに数多くの実績を残した。
2018年12月、京都サンガF.C.のコーチに就任すると発表された。
2021年、V・ファーレン長崎のヘッドコーチに就任。2022年6月12日、監督交代による体制変更に伴い、辞任が発表された。
2022年10月、横浜FCのチーム統括本部チーム強化兼ONODERA FC(神奈川県社会人サッカー2部リーグ)監督の就任。

## 所属クラブ
- 高崎市立片岡小学校[8]
- 高崎市立片岡中学校[8]
- 群馬県立前橋商業高等学校
- 筑波大学
- 1997年 - 1998年  横浜フリューゲルス
- 1999年  横浜F・マリノス
- 2000年  京都パープルサンガ
- 2001年  大分トリニータ
- 2002年 - 2003年  横浜F・マリノス
- 2004年  サンフレッチェ広島F.C
- 2005年  横浜FC

## 個人成績
| 国内大会個人成績 | 国内大会個人成績 | 国内大会個人成績 | 国内大会個人成績 | 国内大会個人成績 | 国内大会個人成績 | 国内大会個人成績 | 国内大会個人成績 | 国内大会個人成績 | 国内大会個人成績 | 国内大会個人成績 | 国内大会個人成績 |
| 年度             | クラブ           | 背番号           | リーグ           | リーグ戦         | リーグ戦         | リーグ杯         | リーグ杯         | オープン杯       | オープン杯       | 期間通算         | 期間通算         |
| 年度             | クラブ           | 背番号           | リーグ           | 出場             | 得点             | 出場             | 得点             | 出場             | 得点             | 出場             | 得点             |
| 日本             | 日本             | 日本             | 日本             | リーグ戦         | リーグ戦         | リーグ杯         | リーグ杯         | 天皇杯           | 天皇杯           | 期間通算         | 期間通算         |
| ---------------- | ---------------- | ---------------- | ---------------- | ---------------- | ---------------- | ---------------- | ---------------- | ---------------- | ---------------- | ---------------- | ---------------- |
| 1995             | 筑波大           |                  | -                | -                | -                | -                | -                | 1                | 0                | 1                | 0                |
| 1996             | 筑波大           |                  | -                | -                | -                | -                | -                | 2                | 0                | 2                | 0                |
| 1997             | 横浜F            | 25               | J                | 3                | 0                | 0                | 0                | 4                | 1                | 7                | 1                |
| 1998             | 横浜F            | 2                | J                | 19               | 3                | 4                | 0                | 0                | 0                | 23               | 3                |
| 1999             | 横浜FM           | 14               | J1               | 13               | 3                | 2                | 0                | 1                | 0                | 16               | 1                |
| 2000             | 京都             | 7                | J1               | 13               | 0                | 6                | 1                | 0                | 0                | 19               | 1                |
| 2001             | 大分             | 5                | J2               | 16               | 1                | 4                | 2                | 1                | 0                | 21               | 3                |
| 2002             | 横浜FM           | 12               | J1               | 1                | 0                | 1                | 0                | 0                | 0                | 2                | 0                |
| 2003             | 横浜FM           | 17               | J1               | 7                | 0                | 1                | 0                | 1                | 0                | 9                | 0                |
| 2004             | 広島             | 14               | J1               | 3                | 0                | 1                | 0                | 0                | 0                | 4                | 0                |
| 2005             | 横浜FC           | 13               | J2               | 26               | 0                | -                | -                | 0                | 0                | 26               | 0                |
| 通算             | 日本             | 日本             | J1               | 59               | 6                | 15               | 1                | 6                | 1                | 80               | 8                |
| 通算             | 日本             | 日本             | J2               | 42               | 1                | 4                | 2                | 1                | 0                | 47               | 3                |
| 通算             | 日本             | 日本             | 他               | -                | -                | -                | -                | 3                | 0                | 3                | 0                |
| 総通算           | 総通算           | 総通算           | 総通算           | 101              | 7                | 19               | 3                | 10               | 1                | 130              | 11               |

- 1997年8月16日 - Jリーグ初出場：2nd第5節 vs鹿島アントラーズ (三ツ沢)[2]
- 1998年3月21日 - Jリーグ初得点：1st第1節 vs横浜マリノス (横浜国)[2]

## 代表歴
- 日本ユース代表
  - 1992年 - AFCユース選手権1992
- ユニバーシアードサッカー日本代表
  - 1995年夏季ユニバーシアード

## 指導歴
- 2006年 - 2011年 サンフレッチェ広島F.C
  - 2006年 - 2008年 ユース コーチ
  - 2009年 - 2011年 強化部 
    - 2009年 - 2011年 ナショナルトレセンコーチ中国地区 (兼務)
    - 2010年 U-17サッカー日本代表 コーチ (兼務)
- 2012年 - 2018年 FC東京
  - 2012年 - 2013年 U-18 コーチ
  - 2014年 - 2018年 U-18 監督
  - 2016年[13] - 2018年 FC東京U-23 コーチ (兼務)
- 2019年 - 2020年 京都サンガF.C. 
  - 2019年 コーチ
  - 2020年 ヘッドコーチ
- 2021年 - 2022年6月 V・ファーレン長崎 ヘッドコーチ
- 2022年10月 - 横浜FC
  - 2022年10月 - チーム統括本部チーム強化兼ONODERA FC監督

## 監督成績
| 年度   | クラブ    | 所属               | リーグ戦 | リーグ戦 | リーグ戦 | リーグ戦 | リーグ戦 | リーグ戦 | カップ戦                | カップ戦       |
| 年度   | クラブ    | 所属               | 順位     | 勝点     | 試合     | 勝       | 分       | 敗       | クラブユース 選手権U-18 | Jユース カップ |
| ------ | --------- | ------------------ | -------- | -------- | -------- | -------- | -------- | -------- | ----------------------- | -------------- |
| 2014   | FC東京U18 | プリンスリーグ関東 | 2位      | 31       | 18       | 9        | 4        | 5        | 準優勝                  | 3位            |
| 2015   | FC東京U18 | プレミアリーグEAST | 5位      | 26       | 18       | 7        | 5        | 6        | ベスト16                | 3位            |
| 2016   | FC東京U18 | プレミアリーグEAST | 2位      | 32       | 18       | 9        | 5        | 4        | 優勝                    | 優勝           |
| 2017   | FC東京U18 | プレミアリーグEAST | 1位      | 37       | 18       | 12       | 3        | 3        | 優勝                    | ベスト8        |
| 2018   | FC東京U18 | プレミアリーグEAST | 9位      | 19       | 18       | 4        | 7        | 7        | ベスト16                | 3回戦          |
| 総通算 | 総通算    | 総通算             | -        | -        | 90       | 41       | 24       | 25       | -                       | -              |

## タイトル

### 監督
FC東京U-18
- 第40回日本クラブユースサッカー選手権 (U-18)大会
- 2016Jユースカップ 第24回Jリーグユース選手権大会
- 第41回日本クラブユースサッカー選手権 (U-18)大会
- 高円宮杯U-18サッカーリーグ2017　プレミアリーグイースト
- 高円宮杯U-18サッカーリーグ2017 チャンピオンシップ